# Sergio Valdés
Sergio Valdés   (Santiago de Xile, 22 de juny de 1935 - Xile, 2 d'abril de 2019) va ser un futbolista xilè.

## Selecció de Xile
Va formar part de l'equip xilè a la Copa del Món de 1962.